# アーティチョークのバリグール風
アーティチョークのバリグール風（フランス語: Artichauts à la barigoule）は、フランス・プロヴァンス地方の郷土料理。
「バリグール」とはアカハツタケを指し、「アーティチョークのバリグール風」という料理は、古くはアーティチョークの花芯にバリグールを詰めた料理であった。今日ではバリグールを使用せずとも、アーティチョークを炒めてハーブと白ワインで煮た料理を「アーティチョークのバリグール風」と呼ぶ。